# Domino (Marvel Comics)
Domino, il cui vero nome è Neena Thurman, è un personaggio dei fumetti creato da Fabian Nicieza (testi) e Rob Liefeld (disegni), pubblicato dalla Marvel Comics. Apparsa per la prima volta sulle pagine di X-Force n. 11 (giugno 1992), Domino, oltre alle sue eccezionali abilità in campo spionistico e del combattimento corpo-a-corpo, è in grado di alterare le probabilità della realtà creando un campo di fortuna.

## Biografia del personaggio

### Origini
Risultato di un progetto top-secret del governo mirante alla creazione, tramite l'accoppiamento di soggetti dotati di gene X, di un'arma vivente perfetta, Domino fu l'unica sopravvissuta grazie ai suoi poteri mutanti. Dopo averla trovata, la madre l'aiutò a fuggire dai responsabili del progetto e l'affidò alle cure di padre Rudolpho Boschelli, della chiesa del Sacro Cuore di Chicago. Successivamente, Domino abbandonò la chiesa e divenne una mercenaria per il governo. Una delle sue prime missioni consistette nel fermare la cosiddetta Operazione: Jericho finalizzata alla costruzione di robot senzienti: messi fuori combattimento gli automi, il successivo incarico consistette nella protezione del Dr. Milo Thurman, veggente in grado di prevedere eventi su scala mondiale. Presto, i due s'innamorarono e poco dopo si sposarono. Tuttavia non conoscendo il vero nome di Domino, e avendo una passione per la Divina Commedia di Dante, Milo diede alla donna il nome fittizio di Beatrice. Dopo un attentato rivendicato da un'organizzazione rivale, i superiori di Milo gli comunicarono la notizia della morte della moglie convinti che la presenza della donna fosse un rischio, cercando nel contempo di allontanare Domino dal marito. Ripreso il lavoro di mercenaria, divenne membro dei Six-Pack dove incontrò il mutante Cable. Lavorò con il team per parecchio tempo e, nonostante la manifesta crudeltà della squadra contro qualsiasi ostacolo si frapponesse sulla loro strada, non si fece alcuno scrupolo morale e continuò a eseguire gli ordini che le venivano impartiti senza protestare. Quando Cable prese il comando dei Nuovi Mutanti e li trasformò in X-Force, Domino, in realtà la mutaforma Copycat, entrò nella formazione come membro fondatore. Più tardi tuttavia, si scoprì che la vera Domino era prigioniera da più di un anno dal malvagio Tolliver e, dopo che X-Force cacciò Copycat e la salvò, questa venne subito ammessa all'interno del team instaurando una profonda e ambigua amicizia con Cable. Quando si sciolse X-Force, Domino si unì alla X-Corporation dislocata a Hong Kong e, a séguito dell'assassinio della collega Risque, chiamò in soccorso Wolverine, Ciclope, Bestia ed Emma Frost. Insieme indagarono su John Sublime, ricco uomo d'affari che impiantava organi mutanti in comuni esseri umani per dare vita alla Terza Specie o U-Mani. Scoperto che l'uomo intendeva acquistare la prigione nella quale era tenuto segregato Xorn, gli X-Men e Domino fermarono i piani di Sublime e liberarono il prigioniero.
Dopo gli eventi di House of M e la decimazione, Domino fu una dei pochi mutanti a mantenere i propri poteri.

### Civil War
Durante Civil War assieme a Shatterstar e Calibano attaccò lo Xavier Institute liberando i 198 mutanti rimasti sull'intero pianeta dopo l'operato di Scarlet. Tornata agli ordini di Cable, con l'aiuto dei Six Pack provvede alla sicurezza sull'isola di Providence, tuttavia la battaglia con l'alieno Ecatombe la obbligò a tornare sulla terra-ferma proprio quando l'intervento dei Marauders Gambit e Sole Ardente, oltre a provocare l'apparente morte di Cable, causò anche la distruzione dell'isola. Fu più tardi reclutata dall'amico di lunga data G.W. Bridge per essere, assieme a Silver Sable e Contessa, parte di una nuova task force, impegnata nella lotta contro Punisher. Ciononostante, quando Castle cominciò a sparare sui civili, Domino rimase l'unica a credere nella sua innocenza.

## Poteri e abilità
Domino possiede l'abilità di modificare inconsciamente le probabilità in suo favore, piegando gli avvenimenti della realtà in modo da causare "fortuna" o "sfortuna". Il suo campo di probabilità può interferire con qualsiasi tipo di arma o congegno facendolo inceppare o funzionare, tuttavia la piena portata dei suoi poteri è ancora sconosciuta. Questa sua abilità emerge prepotentemente quando si ritrova in situazioni di stress, mentre l'aura di buona fortuna emana costantemente dal suo corpo. Come bioprodotto della capacità di manipolare le probabilità, la sua corteccia cerebrale è incessantemente percorsa da pulsazioni elettriche che guidano i suoi movimenti durante i combattimenti.
Domino è inoltre una formidabile combattente sia corpo-a-corpo che con l'ausilio d'armi da fuoco. È un'ottima atleta, nuotatrice, artificiera e poliglotta.

## Altre versioni

### Ultimate
In questo universo alternativo, Domino entra in scena nella seconda parte dell'arco di storie intitolato Cable, e sia fisicamente che caratterialmente è assimilabile alla sua controparte originale.

### Era di Apocalisse
Qui Domino è una sadica cacciatrice di mutanti al soldo di Apocalisse. Fu mandata a dare la caccia a Nate Grey, figlio di Jean Grey e Scott Summers, che la uccise facendole provare tutta la sofferenza che aveva provocato nelle sue vittime.

### X-Men: The End
In questo futuro alternativo, Domino, Rictor e Feral sono gli ultimi superstiti di X-Force dopo il brutale attacco da parte degli Skrull. Colpito il loro jet, subiscono un'imboscata da parte di un falso Wolverine, e la fortuna di Domino viene meno quando gli artigli di quest'ultimo le trapassano il torace.

## Altri media

### Cinema
Domino appare nell'universo cinematografico degli X-Men dove è interpretata da Zazie Beetz, è una carismatica ed eroica mutante con l'abilità di manipolare la propria fortuna ed è un membro dell'X-Force e un'amica stretta di Deadpool.
- In Deadpool 2, Domino viene reclutata e ammessa nell'X-Force da Deadpool sebbene all'inizio sia scettico sul fatto che il suo potere sia la fortuna.

### Televisione
Domino appare nella serie animata Insuperabili X-Men degli anni novanta nell'episodio intitolato Slave Island, oltre che nella recente Wolverine e gli X-Men.

### Videogiochi
- In Deadpool: The Game, appare come personaggio non giocabile.
- Appare come personaggio giocabile nel videogioco per smartphone Marvel: Sfida dei campioni.
- In Fortnite, appare come personaggio giocabile acquistabile dal "Negozio oggetti".
- Appare come personaggio giocabile nel videogioco per smartphone Marvel Future Fight.
- Appare come personaggio giocabile nel videogioco Marvel: Avengers Alliance.
- Appare come personaggio giocabile nel gioco mobile : Marvel Snap

### Libri
Domino è la protagonista del libro Domino Strays, romanzo scritto da Tristan Palmgren pubblicato nel 2021 dalla Aconyte e distribuito da Asmodee.